# KF2
KF2, es una clase de carreras de karts para los mejores pilotos de 14 años en adelante.
Esta clase solía llamarse Intercontinental A (ICA) y ha cambiado desde enero de 2007 cuando CIK - FIA decidió reemplazar los 100. Motores de dos tiempos refrigerados por agua con 125 cc. Motores de dos tiempos refrigerados por agua cc Touch-and-Go (TaG) (tipo KF). 
Los motores producen 34–36 caballos de fuerza (25–27 kilovatios). Los karts de la clase KF2 utilizan frenos delanteros accionados manualmente mediante una palanca. El chasis debe estar homologado por la CIK-FIA. El peso mínimo con conductor es 160 kg para nacional y 158 kg para eventos internacionales.
Los karts están equipados con arranque eléctrico y embrague centrífugo. Las revoluciones del motor están limitadas a 15.000 rpm. Es una de las clases de kart más importantes y se disputa en campeonatos tanto nacionales como continentales, siendo los más prestigiosos el Campeonato de Europa y la Copa del Mundo.
En 2010, los karts de la categoría KF2 fueron obligatorios en el Campeonato Mundial de Karting.
En 2016, la clase pasó a llamarse OK, que representa la nueva clase Original Kart. A los nuevos karts se les quitó gran parte de la electrónica y hubo que arrancarlos con fuerza.